# Золотоноша Олег Вікторович
Золотоноша Олег Вікторович (27 березня 1981 р.) — полковник поліції. Доктор юридичних наук.
```
Начальник Головного управління Національної поліції в 
Запорізькій області
 
2016
-
2018
.
```

## Освіта
У 2002 р. завершив навчання у Юридичній академії МВС України. Доктор юридичних наук. Доцент кафедри адміністративного права та процесу ДДУВС. Автор винаходів та корисної моделі в галузі права, - «Вдосконалення оперативного реагування підрозділів патрульної поліції на тяжкі злочини». Є автором близько 100 наукових статей і публікацій в галузі права. Учасник міжнародних конференцій в галузі права та з протидії міжнародній транснаціональної злочинності (OLAF, Европол).

## Професійна діяльність
З серпня 1998 р. по червень 2002 р. — курсант Дніпропетровського юридичного інституту МВС України.
З червня 2002 р. по червень 2005 р. займає посаду оперуповноваженого відділу Державної служби боротьби з економічною злочинністю Новомосковського районного відділу ГУМВС України в Дніпропетровській області.
З червня 2005 р. по вересень 2009 р. працює на посаді старшого оперуповноваженого спеціального відділу Державної служби боротьби з економічною злочинністю щодо боротьби зі злочинністю в бюджетній сфері при ГУМВС України в Дніпропетровській області.
З вересня 2007 р. по травень 2009 р. — старший оперуповноважений відділу захисту бюджетних коштів УДСБЕЗ ГУВС України в Дніпропетровській області.
З травня 2009 р. по жовтень 2009 р. працює на посаді начальника відділу захисту бюджетних коштів УДСБЕЗ ГУМВС України в Дніпропетровській області.
З жовтня 2009 р. по лютий 2010 р. займає посаду заступника начальника управління — начальника відділу боротьби зі злочинами в сфері земельних відносин УДСБЕЗ ГУМВС України в Дніпропетровській області.
З лютого 2010 р. по січень 2013 р. працює на посаді заступника начальника управління — начальника відділу протидії злочинам в бюджетній сфері УДСБЕЗ ГУМВС України в Дніпропетровській області.
З січня 2013 р. по червень 2014 р. — заступник начальника оперативно-аналітичного управління боротьби зі злочинами в базових галузях і сферах економіки Департаменту ДСБЕЗ МВС України.
З червня 2014 р. по листопад 2015 р. працює на посаді начальника Управління протидії злочинності в сфері економіки ГУМВС України в Дніпропетровській області.
З грудня 2015 р. до грудня 2016 обіймає посаду першого проректора Дніпропетровського державного університету внутрішніх справ.
З грудня 2016 по травень 2018 - Начальник Головного управління Національної поліції в Запорізькій області.
З травня 2018 по теперішній час - радник Голови Національної поліції України.

## Нагороди і відзнаки
- «За заслуги в боротьбі з економічною злочинністю» II ступеня.
- «За бездоганну службу» III ступеня.
- «За заслуги в боротьбі з економічною злочинністю» I ступеня.
- «За заслуги в боротьбі з корупцією і хабарництвом».
- «За заслуги в боротьбі зі злочинністю» III ступеня.
- «15 років сумлінної служби».
- «Нагороджено холодною зброєю».
- «Нагороджено вогнепальною зброєю».
- «За розвиток Запорізького краю»

## Основні публікації
1. Золотоноша О. В. Особливості публічного адміністрування у сфері економіки на місцевому рівні / О. В. Золотоноша // Прикарпатський юридичний вісник. — 2015. — № 3. — С. 66–70.
2. Золотоноша О. В. Доцільність розподілу повноважень між місцевими органами влади та органами місцевого самоврядування у сфері економіки / О. В. Золотоноша // Науковий вісник Херсонського державного університету. Серія «Юридичні науки». — 2015. — Випуск 3-2. Том 3. — С. 78–82.
3. Золотоноша О. В. Теоретико-правовые аспекты концепции экономического развития региона / О. В. Золотоноша // Право и Политика (Республика Киргизия). — 2015. — № 4. — С. 144—149.
4. Золотоноша О. В. Деякі особливості публічного адміністрування у сфері економіки на територіальному рівні (міжнародний досвід) / О. В. Золотоноша // Науковий вісник Ужгородського національного університету. Серія «Право». — 2015. — Вип. 33. Ч. 2. — Том 1. — С. 80–85.
5. Золотоноша О. В. Фінансова децентралізація як основна умова реалізації повноважень місцевими органами влади в Україні / О. В. Золотоноша // Вісник Чернівецького факультету Національного університету «Одеська юридична академія». — 2016. — № 2. — С. 80–88.
6. Золотоноша О. В. Нормативно-правові засади публічного адміністрування у сфері економіки: історичний аспект / О. В. Золотоноша // Науковий вісник Дніпропетровського державного університету внутрішніх справ: збірник наукових праць. — 2016.– № 2(81).–С. 156—165.
7. Золотоноша О. В. Теоретичні аспекти публічного адміністрування у сфері економіки на місцевому рівні / О. В. Золотоноша // Наукові пошуки у 3 тисячолітті: соціальний, економічний та гуманітарний виміри: збірник матеріалів Міжнародної науково-практичної конференції (Кіровоград, 22-23 квітн. 2016 р.). — Кіровоград: «КОД», 2016. — С. 207—209.
8. Золотоноша О. В. Деякі особливості забезпечення державою правоохоронної функції на місцевому рівні / О. В. Золотоноша // Правові та організаційні засади забезпечення державою правоохоронної функції: матер. Всеукр. наук.-практ. конф. (Дніпропетровськ, 27 трав. 2016 р.). — Дніпропетровськ: Дніпроп. держ. ун-т внутр. справ, 2016. — С. 12–15.
9. Золотоноша О. В. Деякі особливості забезпечення державою правоохоронної функції на місцевому рівні / О. В. Золотоноша // Держава і право незалежної України: здобутки та перспективи: матеріали Всеукр. наук. конф., (Одеса, 24 черв. 2016 р.). — Одеса: ОДУВС, 2016. — С. 69–71.
10. Zolotonosha O. V. Value supervision and control in the economy at the local (territorial) level / O. V. Zolotonosha//Visegrad journal on human rights. — 2015. –№ 6. — P. 32–38.

## Джерело інформації
https://web.archive.org/